# Kanton Colmar-1
Kanton Colmar-1 (fr. Canton de Colmar-1 ) je francouzský kanton v departementu Haut-Rhin v regionu Grand Est. Tvoří ho pouze část města Colmar a obec Ingersheim.